# Bernhard Laux
Bernhard Laux (* 1955 in Gutenzell) ist ein deutscher Theologe und Universitätsprofessor.
Nach dem Studium der katholischen Theologie, der Soziologie und der Pädagogik (jeweils Diplomabschluss) an der Universität Bamberg wurde er 1986 an der Universität mit einer sozialethischen Dissertation zur institutionellen Ordnung der Massenkommunikation promoviert. Die Habilitation erfolgte an der Universität Erfurt für Christliche Sozialwissenschaft und Sozialethik. Von 1982 bis 1992 war er als wissenschaftlicher Mitarbeiter am Lehrstuhl für Christliche Soziallehre und Allgemeine Religionssoziologie an der Universität Bamberg und von 1992 bis 2002 als Referent für Familienbildung und gesellschaftliche Fragen von Ehe und Familie im Sekretariat der Deutschen Bischofskonferenz tätig. Seit 2002 lehrt er als Professor für „Theologische Sozialethik, Anthropologie und Wertorientierung“ an der Fakultät für Katholische Theologie der Universität Regensburg und nahm u. a. Funktionen als Dekan sowie als Mitglied im Senat und im Universitätsrat wahr.
Seine Forschungsschwerpunkte sind Grundlegungsfragen Theologischer Sozialethik in einer säkularen Gesellschaft, Begründung normativer politikbezogener Urteile unter Bedingungen des Pluralismus, Religion und Politik, Religion und Wissenschaft, Ethik der Universität sowie Ethik intimer Lebensformen in ihrer politischen Relevanz.

## Schriften (in Auswahl)
- mit Konrad Hilpert (Hrsg.): Leitbild am Ende? Der Streit um Ehe und Familie. Freiburg 2014, ISBN 978-3-451-34192-2.
- als Hrsg.: Heiligkeit und Menschenwürde. Hans Joas' »neue Genealogie der Menschenrechte« im theologischen Gespräch. Freiburg 2013, ISBN 978-3-451-34148-9.
- mit Erwin Dirscherl, Christoph Dohmen und Rudolf Englert: In Beziehung leben. Theologische Anthropologie. Freiburg 2008, ISBN 978-3-451-29944-5.
- mit Thorsten Kingreen (Hrsg.): Gesundheit und Medizin im interdisziplinären Diskurs. Berlin 2008, ISBN 978-3-540-77195-1.
- Exzentrische Sozialethik. Zur Präsenz und Wirksamkeit christlichen Glaubens in der modernen Gesellschaft. Münster 2007, ISBN 978-3-8258-9257-9.
- Die institutionelle Ordnung der Massenkommunikation aus sozialethischer Sicht. Frankfurt am Main 1986, ISBN 3-8204-0013-3.